# 天津市宝坻区艺术中学
天津市宝坻区艺术中学，简称宝坻美高，成立于2007年8月，首任校长为书法家刘洪洋，占地面积13220平方米，建筑面积8122平方米，位于天津市宝坻区小火神庙胡同19号，是宝坻区教育局直属高中，面向天津全市招生。2008年，成为宝坻区特长生认定基地。